# 6428 Barlach
A 6428 Barlach (ideiglenes jelöléssel 3513 P-L) a Naprendszer kisbolygóövében található aszteroida. Cornelis Johannes van Houten,  Ingrid van Houten-Groeneveld és Tom Gehrels fedezte fel 1960. október 17-én.